# Риторика
Рито́рика (др.-греч. ἡ ῥητορικὴ τέχνη «ораторское искусство» ← ῥήτωρ «оратор») — филологическая дисциплина, изучающая искусство речи, правила построения художественной речи, ораторское искусство, мировоззрение и красноречие.
Первоначальное значение слова риторика — наука об ораторском искусстве — впоследствии расширилось до теории прозы, аргументации. Европейская риторика началась в Древней Греции, в школах софистов, практиковавших обучение красноречию и собиравших стилистические и грамматические правила. Риторика развивалась под влиянием Аристотеля, Цицерона и Квинтилиана. Расцвет христианского красноречия относится к IV−V векам. Западное красноречие было особенно сильным в Италии (Бембо и Кастильоне; XVI век), где, благодаря противостоянию латинского (научного) и итальянского (народного) языков получило развитие учение о трёх стилях. В России до Петра I существовало исключительно духовное красноречие, которое преподавали в юго-западных духовных школах с XVII века на латыни и которое изучается гомилетикой. Первые русские научные труды по риторике были изданы М. Ломоносовым («Риторика», 1748; «Рассуждение о пользе книг церковных», 1757).
В XX веке слово «риторика» стало пониматься в двух значениях:
1. изучение античной филологии и её изводов с позиций истории
2. устная ораторская практика.

## История

### Возникновение риторики (V в. до н. э.)
По словам Диогена Лаэртского, Аристотель приписывал изобретение риторики пифагорейцу Эмпедоклу, сочинение которого неизвестно нам даже по названию. Из текстов самого Аристотеля и из других источников известно, что первый трактат по риторике принадлежал ученику Эмпедокла Коракс (ритор)Кораксу, любимцу сиракузского тирана Гиерона I, политическому оратору и адвокату (судебному оратору). Он сформулировал не лишённое интереса определение красноречия: «красноречие есть работница убеждения (др.-греч. πειθοῦς δημιουργός)». Он первый делает попытку установить чёткое деление ораторской речи на части: вступление (προοίμιον), предложение (κατάστασις), изложение (διήγησις), доказательство или борьба, падение и заключение. Он же высказал положение, что главная цель оратора — не раскрытие истины, но чёткость и убедительность при помощи вероятного (εἰκός), для чего чрезвычайно полезны всякие софизмы. Труд Коракса до нас не дошёл, но древние писатели сообщают нам примеры его софизмов, из которых особенной славой пользовался так называемый крокодилит. Ученик Коракса, Тисий, развивал ту же систему софистических доказательств и главным средством преподавания риторики считал заучивание образцовых речей судебных ораторов.
Традиционно учеником Эмпедокла считается и Горгий, который, по словам Платона, «открыл, что вероятное важнее истинного, и умел в своих речах малое представить великим, а великое малым, выдать старое за новое и новое признать старым, об одном и том же предмете высказывать противоречивые мнения».
Метод преподавания у Горгия тоже состоял в изучении образцов; каждый его ученик должен был знать отрывки из произведений лучших ораторов, чтобы уметь дать ответ на чаще всего выставляемые возражения. Горгию принадлежал любопытный трактат «О приличном случаю» (др.-греч. περὶ τοῦ καιροῦ), где говорилось о зависимости речи от предмета, от субъективных свойств оратора и аудитории, и давалось наставление, как при помощи насмешки уничтожать серьёзные доводы и, наоборот, на насмешку отвечать с достоинством. Красивое говорение (красивую речь, др.-греч. εὐέπεια) Горгий противопоставлял утверждению истины (правильной речи, ὀρθοέπεια).
Он приложил много сил к созданию правил относительно фигур: метафор, аллитерации, параллелизма частей фразы. Из школы Горгия вышли многие знаменитые риторы: Ликимний Хиосский, Фрасимах, Эвен Паросский, Феодор Византийский. К тому же стилистическому направлению риторики принадлежали софисты Протагор и Продик, а также знаменитый оратор Исократ, разработавший учение о периоде.
Направление этой школы можно назвать практическим, хотя оно и подготовило богатый психологический материал для выработки общих теоретических положений об ораторском искусстве и этим облегчило задачу Аристотелю, который даёт в своей знаменитой «Риторике» научное обоснование прежним догматическим правилам, пользуясь чисто эмпирическими приёмами.

### Риторика Аристотеля
Аристотель в своей «Риторике» значительно расширил область риторики, сравнительно с точкой зрения, распространенной на неё в то время. Так как дар речи, по его мнению, имеет характер всеобщности и находит применение при самых разнообразных случаях и так как действие при подаче совета, при всякого рода разъяснениях и убеждениях, приводимых для одного лица или для целых собраний (с которыми имеет дело оратор), по существу одинаково, то риторика так же мало, как и диалектика, имеет дело с какой-нибудь одной определённой областью: она обнимает все сферы человеческой жизни. Риторикой, понимаемой в таком смысле, пользуются все на каждом шагу: она одинаково необходима как в делах, касающихся житейских нужд отдельного человека, так и в делах государственной важности: раз человек начинает склонять к чему-нибудь другого человека или отговаривать его от чего-нибудь, он необходимо прибегает к помощи риторики, сознательно или бессознательно. Понимая риторику таким образом, Аристотель определяет её как способность находить возможные способы убеждения относительно каждого данного предмета.
Из определения риторики становится ясна цель, которую преследовал Аристотель в своём трактате: он хотел, на основании наблюдения, дать общие формы ораторского искусства, указать, чем должен руководиться оратор или вообще всякий, желающий убедить кого-либо в чём-либо. Сообразуясь с этим, он разделил свой трактат на три части. Первая часть посвящена анализу тех принципов, на основании которых оратор (то есть всякий говорящий о чём-нибудь) может побуждать к чему-нибудь своих слушателей или отклонять их от чего-нибудь, может хвалить или порицать что-нибудь. Вторая часть говорит о тех личных свойствах и особенностях оратора, с помощью которых он может внушить доверие своим слушателям и таким образом вернее достигнуть своей цели, то есть уговорить или отговорить их. Третья часть касается специальной (технической) стороны риторики: Аристотель говорит здесь о тех способах выражения, которыми должно пользоваться в речи (о стиле), и о построении ораторской речи.
Множество тонких психологических замечаний по вопросу о взаимодействии оратора и аудитории (например, о значении юмора, пафоса, о влиянии на молодых людей и на стариков) и анализ силы используемых в речи доказательств придают работе Аристотеля универсальное значение.

### Эллинистическая и римская риторика
Труд Аристотеля оказался менее востребован, чем практические руководства (др.-греч. τέχναι, их авторов называли «технографами») для ораторов. Первое такое руководство принадлежит Анаксимену Лампсакскому (около 340 г. до н. э.). После македонского завоевания исчезло политическое красноречие демосфеновского типа, пришло в упадок судебное красноречие, зато риторика процветала в школах, где обычным упражнением стало сочинение речей для вымышленных судебных дел.
В Древний Рим риторика проникла в I веке до н. э.. Древнейшей латинской риторикой считается анонимная «Риторика для Геренния» (80-е гг. до н. э.). Труды о риторике Цицерона — одна из самых значимых частей его наследия (7 трактактов, датированных между 85 и 44 гг. до н. э.). Трактат Дионисия Галикарнасского (жившего в Риме) «О соединении слов» (2-я половина I в. до н. э.) интересен рассмотрением риторики литературной в связи с риторикой музыкальной (в частности, автор проводит чёткое разграничение между ораторской речью и вокальной музыкой). Все эти труды основаны на греческих (эллинистических) образцах. Наиболее полное выражение римская риторика получила в масштабной работе Квинтилиана «Наставления оратору» в 12 книгах (около 95 года н. э.), автор которой видит в ораторе идеал человека. Красноречие для Квинтилиана стоит выше, чем астрономия, математика и другие науки.
Эллинистическая риторика (в Риме сложилась ко времени Цицерона) делилась на 5 частей:
1. Инвенция (в латинской терминологии — inventio, букв. «нахождение», «обретение») — систематизация речи и используемых в ней аргументов. В классике инвенция означала не «креативность», то есть не создание предмета обсуждения «из воздуха», изобретение идеи per se, а работу над уже имеющимся предметом (например, судебным случаем) — в направлении отыскивания в этом предмете ключевых аргументов, тем, проблем и т. д.
2. Диспозиция (dispositio, букв. расположение <материала>) — «план выступления». У римлян диспозиция стандартно представлялась состоящей из 6 частей: вступление (по-русски иногда «эксордий»), изложение, пропозиция (постулирование сущности, в отношении которой существует консенсус, и сущности, в отношении которой существует контроверза; из констатации противопоставления этих сущностей указанная часть диспозиции также называлась divisio, «деление»), доказательство (своего взгляда), опровержение (противного взгляда) и заключение. В латинской терминологии, соответственно, exordium, narratio, propositio, confirmatio, refutatio и conclusio.
3. Словесное выражение (elocutio, букв. «красноречие») — учение об отборе слов, о сочетании слов, о тропах и риторических фигурах — всего того, что формирует стиль речи.
4. Запоминание (memoria, букв. «память»).
5. Преподнесение (pronuntiatio, букв. «произнесение») — техника преподнесения материала, приёмы ораторской речи, придающие ей убедительность для слушателей.

В состав учения о словесном выражении входило и учение о трёх стилях:
в зависимости от использования стилистических средств — о простом (низком), среднем и высоком стиле речи. Эта теория сохраняла своё значение в Средние века и в эпоху Возрождения.
После исчезновения демократии античная риторика ориентировалась главным образом на два типа речей: на судебные и парадные речи. Соответственно двум этим целям (утилитарной и эстетической) формируются два направления в теории стиля: аттицизм (аттикизм, аттическое направление), заботившийся преимущественно о точности выражения, и азианизм (азианство, азиатское направление), ставивший целью занимательность изложения и выработавший особый высокий стиль, основанный на контрастах, изобилующий сравнениями и метафорами.
В римской риторике продолжался спор об азианизме и аттицизме. Первым последователем азианизма был Гортензий, а впоследствии к нему примкнул Цицерон, высказывающийся, впрочем, в некоторых сочинениях и в пользу аттицизма. Наиболее изящным представителем аттицизма в римской литературе можно считать Юлия Цезаря.
Разработка материала в римской риторике подчинялась особой конечной цели, убеждению, в котором различались три аспекта — docere («учить», «сообщать»), movere («побуждать», «возбуждать страсти»), delectare («развлекать», «доставлять наслаждение»). Каждый из них был неразрывно связан с остальными, но, смотря по обстоятельствам, мог занимать господствующее положение. Было унаследовано и учение о разработке пяти этапов речи.
С падением республики красноречие как таковое приходит в упадок (описанный Тацитом в «Диалоге об ораторах»), зато риторические приёмы проникают в поэзию. Пионером здесь выступил Овидий, добавляющий с помощью антитез остроумия своим стихам. Напротив, Сенека и Лукан стремятся достичь трагического эффекта нагнетанием пафоса.

### Позднеантичная и средневековая риторика
В эпоху борьбы христианства с античным язычеством была создана наука о христианском ораторском искусстве, достигшем блистательного развития в IV и V веках н. э.. Выдающийся представитель этого ораторского искусства — Иоанн Златоуст. В теоретическом смысле средневековая риторика почти ничего не прибавляет к античным разработкам, держится правил Аристотеля и поздних теоретиков (на Западе — Цицерона) и лишь перерабатывает их в расчёте преимущественно на сочинение писем и проповедей. Повсеместно происходит ужесточение требований к соблюдению этих правил.
Уже к IV веку сфера действия риторических норм совпала с самим понятием литературы: в латинской литературе средних веков риторика заменяет поэтику, прочно забытую средневековой традицией. Теоретики задавались вопросом: ограничен ли материал, о котором может идти речь в литературном тексте? На сей счет высказывались самые разные мнения. В целом победила максималистская тенденция: в компетенцию риторики по крайней мере до XIII века входил любой материал. Следуя этому искусству, автор, прежде чем создавать произведение, должен был составить себе ясное и рациональное представление (intellectio) о предполагаемом материале.
В средневековой риторике сохранялось учение об убеждении как об основной задаче и о трёх задачах («учить, побуждать, развлекать» лат. docere, movere, delectare).
Создание произведения, в свою очередь, подразделялось на три части или ступени (три главных элемента из пяти в античном списке).
- Инвенция (лат. inventio), есть собственно нахождение идей как творческий процесс. Она извлекает из предмета весь его идейный потенциал. Она предполагает наличие у автора соответствующего таланта, но сама по себе является чисто техническим приемом. Её законы определяют отношение писателя к своему материалу; они подразумевают, что всякий объект, всякая мысль может быть ясно выражена в слове, и исключают все невыразимое, как и чистую импрессионистичность формы. В своем главном аспекте, называвшемся «амплификация» (лат. amplificatio), она описывает способы переходить от имплицитного к эксплицитному. Вначале амплификация понималась как качественный сдвиг, но в средневековой теории и практике она обычно обозначала количественное расширение; обычно так назывались разнообразные приемы варьирования: наиболее разработанный из них, описание (лат. descriptio), не раз подвергавшийся кодификации и занимавший центральное место в латинской литературной эстетике, в XIII веке без каких-либо изменений перешёл в жанр романа, сделавшись одной из главных его черт.
- Диспозиция (лат. dispositio), предписывала порядок расположения частей. Здесь общие тенденции системы обозначались с трудом. Средневековая риторика никогда всерьез не занималась проблемой органичного сочетания частей. Она ограничивается несколькими эмпирическими и самыми общими предписаниями, определяя скорее некий эстетический идеал, нежели способы его достижения. На практике от средневекового поэта требуется незаурядная творческая мощь, чтобы преодолеть это препятствие и достичь гармонии и равновесия в длинном тексте. Зачастую он выходит из положения, выстраивая имеющиеся в наличии элементы в соответствии с определёнными числовыми пропорциями: такая практика не вписывается в античную риторику, однако в глазах средневекового клирика её оправдывало существование числовых «искусств», особенно музыки (musica).
- Элокуция (лат. elocutio), облекает «идеи», найденные и эксплицированные посредством инвенции и организованные посредством диспозиции, в языковую форму. Она служила чем-то вроде нормативной стилистики и подразделялась на целый ряд частей; наиболее разработана из них та, что посвящена , украшению, украшенному слогу (лат. ornatus), то есть преимущественно теории риторических фигур.

Перенимая идеи античных наставников, создатели риторик XI—XIII веков сосредоточивают основное внимание на амплификации и на учении об украшенном слоге, в котором они видят самую суть письменного слова: их деятельность сводится главным образом к перечислению и упорядочению тех способов выражения, какие в своем первозданном виде уже существуют в обыденном языке; они описывают их в функциональных понятиях, как код типов слога с высокой степенью вероятности.
В 1920—1950 гг. многие медиевисты, в том числе и Э. Р. Курциус, полагали, что риторическая модель применима ко всем областям словесности, и делали из этой гипотезы далеко идущие выводы.

### Византия
В Византии приёмы риторики ближе всего подходят к азианизму, и в таком виде эта наука передаётся и Древней Руси, где художественные образцы её влияния мы можем видеть в произведениях митрополита Иллариона и Кирилла Туровского.

### Риторика Возрождения и Нового времени
В эпоху Возрождения и классицизма риторика перерабатывалась в теорию, применимую ко всякой художественной прозе. Литературные герои — яркие представители ораторского искусства. Из реальных персонажей эпохи Возрождения ораторов мало, настоящую яркую речь можно было услышать только в театре. Риторика, как вид искусства, в средние века не развивалась.
Жёстко-нормативный характер утверждается за европейской риторикой особенно в Италии, где, благодаря встрече латинского языка учёных и народного итальянского языка, лучше всего находит себе применение теория трёх стилей. В истории итальянской риторики занимают видное место Бембо и Кастильоне, как стилисты. Законодательное направление особенно ярко выражается в деятельности академии делла Круска, задача которой состоит в сохранении чистоты языка. В произведениях, например, Спероне Сперони заметно подражание приёмам Горгия в антитезах, ритмическом строении речи, подборе созвучий, а у флорентийца Даванцати замечается возрождение аттицизма.
Только в эпоху Возрождения заново становится известен Квинтилиан, чьё творчество было утрачено в Средние века.
Из Италии это направление передаётся Франции и другим европейским странам. Создаётся новый классицизм в риторике, находящий самое лучшее выражение в «Рассуждении о красноречии» Фенелона. Всякая речь, по теории Фенелона, должна или доказывать (обыкновенный стиль), или живописать (средний), или увлекать (высокий). Согласно с Цицероном, ораторское слово должно приближаться к поэтическому; не нужно, однако, нагромождать искусственные украшения. Надо во всём стараться подражать древним; главное — ясность и соответствие речи чувству и мысли. Интересные данные для характеристики французской риторики можно найти и в истории Французской академии и других учреждений, охранявших традиционные правила.
Аналогично и развитие риторики в Англии и Германии в течение всего XVIII века.

### Риторика в XIX и XX веке
В таком виде риторика оставалась частью гуманитарного образования во всех европейских странах вплоть до XIX века. Развитие политического и других видов красноречия и романтической литературы приводит к упразднению условных правил ораторского искусства. Традиционно наиболее значимая часть — учение о словесном выражении — растворилась в стилистике как части теории литературы, а остальные разделы потеряли практическое значение. Именно тогда слово «риторика» приобрело одиозный оттенок напыщенного пустословия.
Слово риторика применялось для вновь создаваемых дисциплин — теории прозы (преимущественно художественной прозы — XIX век, немецкая филология), стилистики (XX век, французская филология), теории аргументации (XX век, бельгийский философ Х. Перельман)

### Риторика в России Нового времени
В России, в допетровский период развития литературы, риторика могла иметь применение лишь в области духовного красноречия, и число её памятников совершенно ничтожно: мы имеем некоторые стилистические замечания в Изборнике Святослава 1073 года и Изборнике 1076 года, трактат XVI века «Речь тонкословия греческого» и «Науку о сложении проповедей» Иоанникия Галятовского.
Систематическое преподавание риторики начинается в юго-западных духовных школах с XVII века, причём учебники — всегда латинские, так что оригинальной обработки в них искать не приходится. Первым серьёзным русским трудом является Краткое руководство к красноречию Ломоносова («Риторика» Ломоносова, 1748), составленная на основании классических авторов и западноевропейских руководств и дающая в подтверждение общих положений ряд примеров на русском языке — примеров, извлеченных частью из сочинений новых европейских писателей. Ломоносов же, в своём «Рассуждении о пользе книг церковных», применяет к русскому языку созданную ещё в эллинистическое время теорию трёх стилей. Ввиду того, что область красноречия в России ограничивалась почти исключительно церковной проповедью, риторика здесь почти всегда совпадала с гомилетикой. По светской риторике в России было создано очень мало работ, да и те не отличались самостоятельностью, как, например, руководства Н. Ф. Кошанского. Научная разработка риторики в том смысле, как она понимается на Западе, в России не начиналась по крайней мере до XX века.

## Обучение современной риторике в РФ и на Украине
Концепция школьной риторики как учебного предмета реализована в учебных пособиях для 1-11 классов Т. А. Ладыженской. Основная цель школьной риторики — обучение успешному общению. В содержание школьной риторики включаются:
- понятийная основа (коммуникативная ситуация, виды общения, речевые жанры, их структурные и стилевые особенности и т. д.)
- инструментальные знания о способах деятельности (типа инструкций, практических рекомендаций и т. д.);
- умения общаться (анализировать и оценивать общение, реализовывать речевой жанр в соответствии с ситуацией общения, в том числе с коммуникативной задачей, характеристиками адресата и т. д.);
- нравственно-риторические идеи (ответственность за произнесенное слово, важность владения словом в современном мире и т. д.).

Также основы риторики изучают в вузах, в основном на философских, педагогических и других гуманитарных факультетах.
Для тех же, кто нуждается в освоении техники публичных выступлений в более старшем возрасте, рынок образовательных услуг России и Украины предлагает большое количество тренинговых программ и курсов по риторике. Обучающие курсы по изучению приемов риторики могут быть государственными: Московский педагогический государственный университет (Москва); государственный университет им. Н. И. Лобачевского (Нижний Новгород); институт подготовки кадров-курсы публичных выступлений (Киев), а также коммерческими (университет риторики и ораторского мастерства, школа красноречия, школа жесткой риторики и т. д.
Посещая подобного рода курсы и тренинги по риторике, возможно освоить основные правила и техники публичных выступлений, избавиться от страха перед аудиторией, качественно улучшить дикцию и произношение, отработать основные способы защиты от диверсий и приемов «черной» риторики. Также, на курсах и тренингах обучают аргументировать, убеждать и отстаивать свою позицию, контролировать своё невербальное сообщение, держать смысловые паузы, зажигать и вдохновлять слушателей и т. д.

## Риторика и этика
Для известного в Античности ритора Горгия и его учеников главным было выиграть дело любым способом. Поэтому Платон устами Сократа, для которого было важным не грешить против справедливости и добра, противопоставляет риторике этику, ставя этику превыше риторики. В диалоге Платона «Горгий» Сократ остерегается, что он может пострадать от риторов — обвинителей на суде, если обвинителями Сократа окажутся люди непорядочные, «негодяи».
Оценить действия ритора с позиций нравственности и морали позволяет понятие о риторической этике — поведении ритора, основанное на правовых, нравственных, моральных и технических нормах речи [уточнить].

## Первоисточники
- Аристотель. [lib.ru/POEEAST/ARISTOTEL/ritoriki.txt Риторика] в библиотеке Максима Мошкова / Пер. Н. Платоновой // Античные риторики. М., 1978. — С. 15-164.
  - Риторика в Электронной библиотеке по философии
- Дионисий Галикарнасский. О соединении слов / Пер. М. Л. Гаспарова // Античные риторики. — М., 1978. — С. 164—221.
- Михаил Пселл. Обзор риторических идей. // Античность и Византия: Сб. ст. — М., 1975. — С. 158—160.
- Михаил Пселл. О сочетании частей речи. (Перевод Т. А. Миллер)
- Михаил Пселл. О стиле некоторых сочинений.
- Публий Корнелий Тацит. Диалог об ораторах  (недоступная ссылка с 26-05-2013 [4434 дня] — история, копия) // Соч. в 2-х т. Т 1. М.: Ладомир, 1993.
- Цицерон. Три трактата об ораторском искусстве / Пер. с латин. Ф. А. Петровского и др. — [Репринт. воспроизведение изд. 1972 г.]. — М.: Науч.-изд. центр «Ладомир», 1994. — 471 с. ISBN 5-86218-097-4.
  - Цицерон. Об ораторе (перевод Ф. Ф. Петровского)
- Цицерон. О нахождении материала. Книга первая // Цицерон. Эстетика: Трактаты. Речи. Письма. М., 1994.
- Цицерон. О нахождении риторики. / Пер. М. М. Ледащева, П. А. Дубровой. — М.: Сольба. 2020. — 176 стр. 1000 экз.